# Olive Fremstad
Olive Fremstad, pseudonimo di Anna Olivia Rundquist (Stoccolma, 14 marzo 1871 – Irvington, 21 aprile 1951), è stata un soprano e mezzosoprano svedese naturalizzato statunitense.

## Biografia
Nata a Stoccolma, fu adottata da una coppia americana che viveva nel Minnesota, assumendo il cognome di Fremstad. Ricevette la sua prima educazione e formazione musicale a Christiania (Oslo), Norvegia. Quando aveva 12 anni i suoi genitori si trasferirono in America, stabilendosi a Minneapolis. Ancor prima di lasciare Christiania, i suoi progressi al pianoforte erano stati tali che appariva come un bambino prodigio. Iniziò la sua formazione vocale a New York City con Frederick Bristol nel 1890 dopo aver cantato in cori di chiese, poi studiò a Berlino con Lilli Lehmann prima di fare il suo debutto operistico come mezzosoprano nel ruolo di Azucena ne Il trovatore di Verdi all'Opera di Colonia nel 1895. Rimase lì per almeno tre anni, prima di proseguire per Vienna, Monaco, il Festival di Bayreuth e Londra.

## Carriera

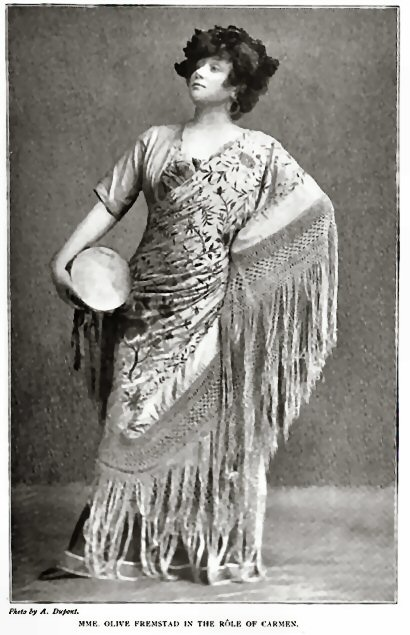
Olive Fremstad come Carmen (Metropolitan Magazine 1905)

Apparve al Metropolitan Opera di New York City dal 1903 al 1914, specializzandosi in ruoli wagneriani. A quel tempo cantava come soprano drammatico. La Fremstad apparve davanti al pubblico 351 volte come membro degli interpreti stellari del Met, più frequentemente come Venere nel Tannhäuser, Kundry nel Parsifal, Sieglinde, Isotta e Elsa nel Lohengrin. Il pubblico americano non ha mai apprezzato molto la sua interpretazione del ruolo della protagonista nella Carmen di Bizet, ma aveva cantato al fianco di Enrico Caruso a San Francisco la notte prima che la città fosse distrutta dal terremoto di San Francisco del 1906 e che ne seguissero gli incendi (lei e Caruso riuscirono a fuggire illesi dal disastro).
Più tardi nella carriera la Fremstad incontrò difficoltà con le note più acute della gamma di soprano drammatico. Si ritirò dal canto professionale nel 1920 e tentò brevemente di insegnare, ma la sua pazienza per qualcosa di meno che la perfezione nei suoi pupilli si dimostrò insufficiente. Una "lezione" prevedeva l'esame approfondito di una testa umana sezionata conservata in un barattolo. Rimaneva sconcertata quando i suoi pochi studenti fuggivano inorriditi, non disposti a studiare la laringe umana in una simile situazione. Usava questa testa come strumento per determinare se i futuri studenti avessero o meno il "coraggio" per affrontare una carriera d'opera. Per la stessa Fremstad questo non era niente di speciale; durante gli studi per il ruolo di Salomè nella produzione principale del Metropolitan, era andata all'obitorio di New York per scoprire quanto avrebbe dovuto vacillare sotto il peso della testa di Giovanni Battista.
La sua produzione di registrazioni è scarsa. Ha fatto circa 40 registrazioni tra il 1911 e il 1915, di cui solo 15 sono state pubblicate. Il critico musicale J.B. Steane definì la Fremstad "uno dei più grandi soprani tra i wagneriani", ma nel suo The Record of Singing, Volume 1, lo storico di opera Michael Scott la descrive come sempre più un mezzosoprano che un vero soprano. Scott, tuttavia, riconosce le sue impressionanti qualità interpretative come artista.
La Fremstad, secondo quanto si diceva, avrebbe professato di non avere alcun interesse per gli intrecci romantici. Tuttavia si sposò due volte, con entrambi i matrimoni che finirono con il divorzio. Anche lei e la sua segretaria, Mary Watkins Cushing, vissero insieme per qualche tempo. Morì a Irvington, New York, ma fu sepolta insieme ai suoi genitori in una tomba di famiglia nel cimitero del villaggio a Grantsburg, nel Wisconsin.
La Fremstad è stata il modello per il personaggio di Thea Kronborg, l'eroina del romanzo di Willa Cather The Song of the Lark. La sua relazione con la Cushing fu immaginata nel romanzo Of Lena Geyer, di Marcia Davenport.

## Repertorio
| Ruolo                            | Titolo                | Autore    |
| -------------------------------- | --------------------- | --------- |
| Carmen                           | Carmen                | Bizet     |
| Armide                           | Armide                | Gluck     |
| Santuzza                         | Cavalleria rusticana  | Mascagni  |
| Sélika                           | L'Africaine           | Meyerbeer |
| Giulietta                        | Les contes d'Hoffmann | Offenbach |
| Floria Tosca                     | Tosca                 | Puccini   |
| Azucena                          | Il trovatore          | Verdi     |
| Donna Leonora di Vargas          | La forza del destino  | Verdi     |
| Salomè                           | Salomè                | Strauss   |
| Elisabeth Venus                  | Tannhäuser            | Wagner    |
| Elsa von Brabant Ortrud          | Lohengrin             | Wagner    |
| Fricka Flosshilde                | Das Rheingold         | Wagner    |
| Sieglinde Rossweisse             | Die Walküre           | Wagner    |
| Isolde Brangäne                  | Tristan und Isolde    | Wagner    |
| Brünnhilde                       | Siegfried             | Wagner    |
| Brünnhilde Erste Norn Flosshilde | Götterdämmerung       | Wagner    |
| Kundry                           | Parsifal              | Wagner    |